# Гимбатов, Пахрудин Асадалиевич
Пахрудин Асадалиевич Гимбатов (род. 24 марта 1987, Гоготль, Дагестанская АССР) — российский хоккеист, нападающий. Сводный брат Магомеда Гимбатова.

## Биография
Воспитанник петербургского хоккея. Начал карьеру в 2006 году в составе петербургского СКА, выступая до этого за его фарм-клуб. Проведя лишь один матч, отправился в Высшую лигу, где выступал в петербургском «Спартаке», а также в подмосковном «Титане». В последующие два сезона Гимбатов был игроком ступинского «Капитана», а также серовского «Металлурга», после чего в 2009 году вернулся в «Титан». Именно в это время он зарекомендовал себя в роли тафгая, в 38 матчах набрав 115 штрафных минут.
Перед началом дебютного сезона ВХЛ подписал контракт с ангарским «Ермаком», вновь отметившись результативной статистикой по штрафным минутам. Однако уже в следующем сезоне Гимбатов, помимо 163 минут штрафа, сумел записать на свой счёт 33 (20+13) результативных балла в 60 матчах, став одним из лучших бомбардиров команды. Летом 2012 года по приглашению нового главного тренера череповецкой «Северстали» Андрея Назарова отправился на просмотр. В своих первых же двусторонних матчах отметился не только заброшенными шайбами, но и драками с партнёрами по команде — Евгением Монсом и Николаем Стасенко. Затем на Кубке «Донбасса» подрался с Евгением Артюхиным, после чего, непосредственно перед началом сезона, руководство череповецкого клуба приняло решение оставить Гимбатова в команде. 8 сентября 2012 года в матче против «Салавата Юлаева» дебютировал в Континентальной хоккейной лиге, проведя на площадке чуть больше 8 минут.

## Статистика выступлений
Последнее обновление: 19 февраля 2015 года
|                 |                 |                 | Регулярный сезон | Регулярный сезон | Регулярный сезон | Регулярный сезон | Регулярный сезон | Регулярный сезон | Плей-офф | Плей-офф | Плей-офф | Плей-офф | Плей-офф | Плей-офф |
| Сезон           | Команда         | Лига            | Игр              | Г                | П                | Очк              | +/-              | Штр              | Игр      | Г        | П        | Очк      | +/-      | Штр      |
| --------------- | --------------- | --------------- | ---------------- | ---------------- | ---------------- | ---------------- | ---------------- | ---------------- | -------- | -------- | -------- | -------- | -------- | -------- |
| 2002/03         | СКА-2           | Первая лига     | 6                | 0                | 2                | 2                | --               | 0                | —        | —        | —        | —        | —        | —        |
| 2003/04         | СКА-2           | Первая лига     | 25               | 2                | 2                | 4                | --               | 24               | —        | —        | —        | —        | —        | —        |
| 2004/05         | СКА-2           | Первая лига     | 39               | 2                | 7                | 9                | --               | 58               | —        | —        | —        | —        | —        | —        |
| 2005/06         | СКА-2           | Первая лига     | 27               | 0                | 2                | 2                | --               | 24               | —        | —        | —        | —        | —        | —        |
| 2006/07         | СКА-2           | Первая лига     | 18               | 9                | 10               | 19               | --               | 59               | —        | —        | —        | —        | —        | —        |
| 2006/07         | СКА             | Суперлига       | 1                | 0                | 0                | 0                | --               | 0                | —        | —        | —        | —        | —        | —        |
| 2006/07         | Спартак СПб     | Высшая лига     | 8                | 0                | 1                | 1                | -1               | 10               | —        | —        | —        | —        | —        | —        |
| 2006/07         | Титан           | Высшая лига     | 5                | 1                | 0                | 1                | --               | 2                | —        | —        | —        | —        | —        | —        |
| 2007/08         | Капитан-2       | Первая лига     | 8                | 2                | 2                | 4                | --               | 6                | —        | —        | —        | —        | —        | —        |
| 2007/08         | Капитан         | Высшая лига     | 14               | 0                | 2                | 2                | -5               | 16               | —        | —        | —        | —        | —        | —        |
| 2007/08         | Металлург Св    | Высшая лига     | 8                | 3                | 1                | 4                | +1               | 40               | —        | —        | —        | —        | —        | —        |
| 2008/09         | Металлург Св    | Высшая лига     | 19               | 2                | 2                | 4                | -8               | 40               | 2        | 0        | 0        | 0        | -1       | 52       |
| 2009/10         | Титан           | Высшая лига     | 35               | 3                | 3                | 6                | -16              | 105              | 3        | 0        | 0        | 0        | -1       | 10       |
| 2010/11         | Ермак-2         | Первая лига     | 5                | 3                | 1                | 4                | --               | 10               | —        | —        | —        | —        | —        | —        |
| 2010/11         | Ермак           | ВХЛ             | 30               | 2                | 4                | 6                | --               | 84               | 7        | 0        | 0        | 0        | -1       | 4        |
| 2011/12         | Ермак           | ВХЛ             | 51               | 19               | 12               | 31               | +6               | 132              | 9        | 1        | 1        | 2        | --       | 31       |
| 2012/13         | Северсталь      | КХЛ             | 5                | 0                | 0                | 0                | -1               | 2                | —        | —        | —        | —        | -        |          |
| 2013/14         | Северсталь      | КХЛ             | 21               | 2                | 0                | 2                | --               | 58               | —        | —        | —        | —        | -        |          |
| Всего в КХЛ     | Всего в КХЛ     | Всего в КХЛ     | 31               | 3                | 0                | 3                | -1               | 60               | —        | —        | —        | —        | —        | —        |
| Всего в карьере | Всего в карьере | Всего в карьере | 327              | 51               | 51               | 102              | -24              | 612              | 21       | 1        | 1        | 2        | -3       | 97       |